# Alpbach
Alpbach é um município da Áustria, situado no distrito de Kufstein, no estado do Tirol. Tem 58,35 km² de área e sua população em 2019 foi estimada em 2.543 habitantes.